# Afrodite, Pan ed Eros
Afrodite, Pan ed Eros è un gruppo scultoreo dell'antica Grecia risalente al I secolo a.C e attualmente conservato al Museo archeologico nazionale di Atene. Raffigura il dio Pan, caratterizzato da gambe caprine - suo tradizionale attributo - mentre tenta invano di sedurre Afrodite, la dea dell'amore e del desiderio.

## Storia
La statua fu scolpita intorno al 100 a.C., per volontà di un uomo, Dionysius, menzionato nell'iscrizione dell'opera stessa: 
Θεοδώρου 
Βηρύτιος, εὐεργέτης, 
ὐπὲρ ἑαυτοῦ 
καὶ τῶν τέκνων, θεοῖς 
πατρίοις.»
Il gruppo scultoreo fu scoperto sull'isola di Delo nel 1904, in una delle stanze della sede dei Poseidoniasti di Beirut, commercianti che adoravano Poseidone provenienti da Bērytós, l'attuale Beirut. Secondo un'iscrizione ritrovata in loco, sopra le colonne occidentali, gli appartenenti a questo gruppo erano prevalentemente commercianti, armatori e magazzinieri.

## Descrizione

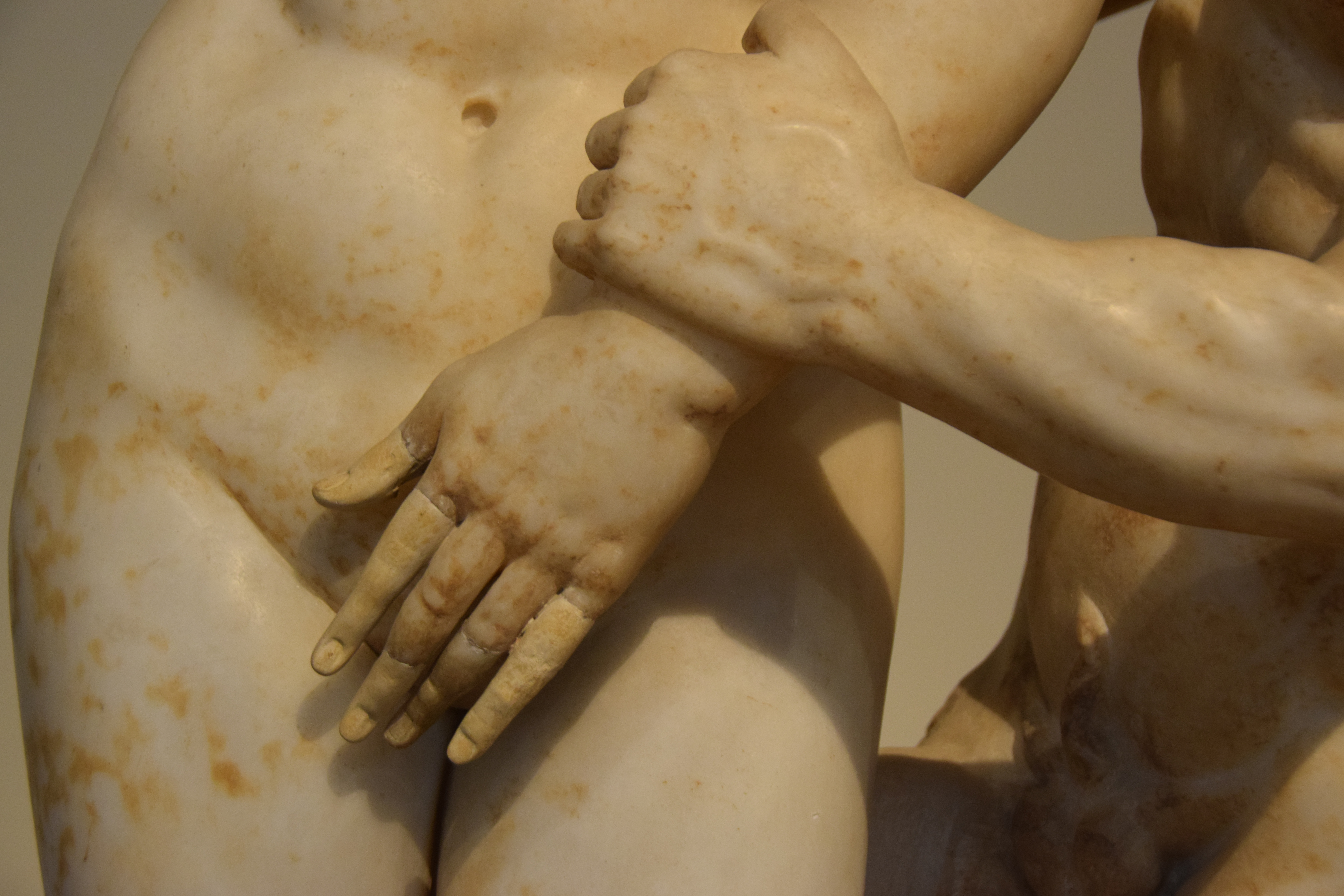
Dettaglio di Afrodite che si copre il pube e di Pan che le afferra il polso.

Afrodite, la splendida dea della bellezza e dell'amore, è rappresentata nuda e in posizione frontale, con i capelli ben intrecciati e raccolti da una fascia legata sopra la scriminatura. Probabilmente è catturata mentre si prepara per un bagno, e difatti non indossa alcunché (con la sola eccezione del sandalo che porta ancora al piede destro). Il peso del corpo è scaricato sulla gamba destra, mentre il modo in cui piega morbidamente la sinistra riesce a conferire grazia alla posa. La mano sinistra copre il pube con l'intento di proteggersi dal non gradito corteggiamento amoroso del caprino e cornuto Pan. Quest'ultimo è raffigurato di profilo, mentre afferra il polso sinistro della dea con la sua mano sinistra, nel tentativo di tirarlo via e avvicinarla a sé. La muscolatura accentuata e le vene prominenti, particolarmente evidenti sul braccio sinistro, mettono in risalto la natura animalesca della divinità, che infatti tenta di coinvolgere Afrodite in atti sessuali con lui, mentre la dea rifiuta ciò.
Con l'altra mano Afrodite brandisce il suo sandalo (per questo motivo ha il piede sinistro scalzo), che cerca di utilizzare per frenare e dissuadere Pan. Eros, dio dell'amore romantico nonché piccolo figlio alato di Afrodite, allo stesso modo cerca di aiutare la madre per respingere il suo assalitore: invero è colto mentre prende il dio per il corno destro e lo spinge via. La figura di Pan è sostenuta da un tronco d'albero - supporto essenziale della statua - coperto da pelle animale, su cui è poggiato il suo bastone da caccia. Nell'aspetto presenta inoltre due corna lunghe e appuntite, il viso coperto da peli e le gambe, altrettanto villose, che tramutano in zoccoli di capra. Pan è collegato al supporto marmoreo dalla gamba sinistra fino ai glutei.

### Stile
La statua è in grado di combinare la nudità eroica, rappresentata dalla dea, e l'opposta nudità dionisiaca, selvaggia e animalesca che viene incarnata da Pan. Per tali motivi il gruppo è stato definito come "un caratteristico esempio di rococò ellenistico".

### Condizioni
Al momento del ritrovamento si presentavano spezzati: il braccio destro di Afrodite e la parte superiore della sua testa, le gambe e il braccio sinistro di Eros, la gamba destra e le corna di Pan, che furono successivamente riattaccati. Risulta completamente mancante il braccio destro di Eros, mentre tre dita della mano sinistra della dea e il dito medio della destra furono integrati da interventi di restauro con gesso.